# Het ware verhaal van de onbekende soldaat
Het ware verhaal van de onbekende soldaat is een stripverhaal van de Franse striptekenaar Jacques Tardi. Het boek verscheen in Nederland in 1976 en is de eerste geïmproviseerde strip.

## Verhaal
Tardi tekent het lijdensverhaal van een minderwaardig schrijver van populaire romans die op 10 november 1918 (de vooravond van de wapenstilstand) sterft in een loopgraaf. In zijn laatste ogenblikken vereenzelvigt hij zich met bepaalde door hem geschapen personages en verbeeldt zich door de anderen aangeklaagd te worden. Het verhaal is visueel een extreem bonte verzameling van expliciete seksuele handelingen met wellustige rubensfiguren, gewelddadigheden, verderf, expressieve hoofden tegen een overdadig decadent aandoend decor van klassieke standbeelden, fin de siècle interieurs en gebouwen. Alle personages zijn zeer zelfzuchtig en grof in hun handelen. 
Pas aan het einde van het boek wordt duidelijk dat al het voorgaande een droom of nachtmerrie of delirium was die teruggreep op de levensloop van de hoofdpersoon. 
Op 11 november wordt de hoofdpersoon anoniem begraven onder de Arc de Triomphe. 
Het verhaal wordt in de eerste persoon verteld.

### Droom
Om de droom zo goed mogelijk weer te geven, schreef Tardi vooraf geen scenario (slechts het einde stond vast), maar liet de gebeurtenissen improviserend ontstaan. Hierdoor ontwikkelt het verhaal zich aanvankelijk bedrieglijk structuurloos, associatief, van de hak op de tak, zoals dat ook is als je droomt.

## Antiquarische waarde
In Nederland verscheen het verhaal slechts eenmaal in druk, uitgegeven door de Amsterdamse uitgeverij Drukwerk in 1981.
Dit boek was meer dan 25 jaar uitverkocht en werd op stripbeurzen een veel gezocht collector's item met extreme prijzen variërend van 100 tot 200 euro. 
Uitgeverij Oog & Blik herdrukt het album in 2007. Deze heruitgave bevat aanvullend het verhaal Het Gedrocht en de Guillotine, die Tardi vlak na Het ware verhaal tekende. Ook dat boek heeft een antiquarische waarde van ongeveer 100 euro.

## Uitgave

### Franse uitgave
- La véritable histoire du soldat inconnu, 1975, Futuropolis, Parijs

### Nederlandse uitgave
- Het ware verhaal van de onbekende soldaat, 1981, Uitgeverij Drukwerk, ISBN 90 6333 025 1, Vertaling Ruud 't Hoen
- Het gedrocht en de Guillotine en andere verhalen, 1980, Uitgeverij Drukwerk, ISBN 90 6333 024 3, Vertaling Evert Gerardts

### Heruitgave
- Het ware verhaal van de onbekende soldaat, gevolgd door Het gedrocht en de Guillotine, 2007, Oog & Blik, Amsterdam, ISBN 978-90-5492-210-0